# Järva-Jaani
Järva-Jaani era un comune rurale dell'Estonia centrale, nella contea di Järvamaa. Il centro amministrativo era l'omonima cittadina (in estone alev).
Nel 2017 il comune si è fuso (insieme ad Albu, Ambla, Imavere, Kareda, Koeru e Koigi) nel nuovo comune di Järva.

## Località
Oltre al capoluogo, il comune comprende 9 località (in estone küla):
Jalalõpe, Jalgsema, Kagavere, Karinu, Kuksema, Metsla, Metstaguse, Ramma, Seliküla.